# Albert Wiking
Albert Wiking, född 21 september 1956 i Caracas, är en svensk fotograf och formgivare, uppväxt i Sverige och bosatt i Lund. Wiking har ett flertal utställningar och böcker bakom sig. Mest känd är han för vandringsutställningen och boken Eldvatten om kända och okända människors relation till alkohol. Utställningen turnerade i tjugotvå städer och sågs av över en miljon besökare.  Wiking har också haft utställningen We Have A Dream – om mod, medmänsklighet och människans rättigheter som visades på Fotografiska i Stockholm från december 2016. Wiking har tidigare publicerat boken Rött: mellan kärlek och revolution.